# Spiritualizmus (filozófia)
A spiritualizmus a lélek vagy szellemi lények létét és tevékenységét elfogadó filozófiai irányzat. Az ismeretelméleti spiritualizmus olyan idealista filozófiai irány, felfogás, amely tagadja az anyag valóságos létezését, s azt állítja, hogy minden létező alapjában véve szellem, lélek, az anyag pedig csupán ennek megjelenési formája.
A lélek elsőbbségét hirdeti a test felett. A lelket, a szellemet tartja az egyetlen szubsztanciának, a test nézete szerint a lélek terméke. A fideizmushoz hasonlóan a hitet helyezi a tudás helyébe, ezért végül is nyílt miszticizmushoz vezet. Megjelenési formái például a teozófia és az antropozófia.
A spiritualizmus ellentéte a materializmus.

## Nevezetes spiritualista gondolkodók

### Ókor
- Pindarosz[5]
- Platón[5]
- Arisztotelész[5]

### Újkor
- Henri Bergson[5]
- Maine de Biran[6] francia filozófus
- F. H. Bradley,[5] brit idealista filozófus
- Victor Cousin[7]
- René Descartes[5]
- Giovanni Gentile[5]
- William Ernest Hocking,[5] amerikai idealista filozófus
- Louis Lavelle,[5] francia filozófus
- René Le Senne,[5] francia idealista filozófus
- Gottfried Wilhelm Leibniz[5]
- Josiah Royce,[5] amerikai idealista filozófus